# Оксиморон
Оксиморон (грч. oksys — оштар, moros — луд, глуп; дословно: оштроумна лудост) је посебна врста антитезе, односно парадокса у коме се спајањем противречних појмова ствара нови појам, тј. нова слика. Ова стилска фигура припада фигурама мисли. Најчешће има облик именице и атрибута. Користи се за описивање комплексних, ирационалних стања. Често се употребљавао у средњовековној књижевности али се јавља и у нововековној. Посебан облик психолошког оксиморона назива се синестезија. Одређени писци често користе оксиморон да би истакли одређену контрадикцију и нагласили је. Понекад опречност појмова комбинованих у оксиморонској синтагми може бити толико изражена да се стиче утисак ироније и хумора. Због тога се оксиморон често назива контрадиктношћу или противречности у служби хумора 

## Примери
- Света хуљо
- Речено ћутање
- Зимско летовање
- Пролазна вечност
- Живи мртвац
- Мудра будала
- Скромна раскош
- Сиромашни богаташ

Оксиморон се користи свакодневно, а да тога нисмо ни свесни, нпр:
- Лажна вест
- Готово савршенство
- Идеално лош
- Нови фосил
- Истинита бајка
- Јавна тајна
- Давне будућности